# محمود سمير فايد
محمود سمير فايد (29 ديسمبر 1986 -) هو مبرمج كمبيوتر يُعرف بأنه مبتكر تقنية البرمجة بدون كود (لغة البرمجة PWCT)، وهي لغة برمجة مرئية مجانية مفتوحة المصدر لتطوير البرمجيات، يتخطى إجمالى التحميل لها 22 مليون وفقا لموقع سورس فورج للمشاريع مفتوحة المصدر. قام أيضًا بإنشاء وتصميم لغة البرمجة رينج Ring وهي لغة برمجة ديناميكيًة صُنِّفت ضمن أول 100 لغة برمجة حول العالم وفقا لتصنيف فهرس تيوبي للغات البرمجة الأكثر شعبية. وكذلك قام بتصميم لغة البرمجة سوبرنوفا. هو باحث بجامعة الملك سعود. عمل قبل ذلك في وادي الرياض للتقنية في حاضنة تكنولوجيا المعلومات والاتصالات.

## حياته
بدأ فايد تعلم برمجة الكمبيوتر في سن العاشرة تحت إشراف والده الذي يعمل أيضا مُبرمجًا للكمبيوتر. بدأ التعلم باستخدام لغة البرمجة كليبر Clipper تحت نظام تشغيل الدوس حيث إن رغبته في تغيير لون شاشة الدوس السوداء إلى اللون الأزرق جعلته يتعرف إلى البرمجة مما جذبه أكثر إلى قراءة الكتب المتاحة في مكتبة والده. في عام 2006 بدأ بنشر كتب مجانية لتعلم البرمجة باللغة العربية منها كتاب أسرع طريق لتعلم البرمجة وكتاب أعمق أسرار البرمجة.  درس علوم الكمبيوتر في كلية الهندسة الإلكترونية (منوف)، جامعة المنوفية، مصر، وتخرج عام 2008.
بداية مشاركته في المشاريع مفتوح المصدر كانت من خلال عمل بيئة عمل رسومية خاصة بلغة البرمجة كليبر وكان ذلك بالتعاون مع المبرمج Ferns Pannakker حيث ساهم فايد بكتابة حوالى 17 الف سطر من التعليمات البرمجية ويحتوي المشروع أيضا على مصمم نماذج متطور.  يرجع سبب إهتمامه بالمشاركة في تطوير المشاريع مفتوحة المصدر انه يري انها وسيلة لكي يعمل في المجال الذي يحبه وفي الوقت الذي يريده ومع الأشخاص الذين يختارهم. 
حصل فايد على درجة الماجستير في نظم المعلومات عام 2017، من كلية علوم الحاسب والمعلومات، جامعة الملك سعود، المملكة العربية السعودية وكانت الرسالة عن التصميم الخاص بتقنية البرمجة بدون كود كلغة برمجة مرئية متعددة الأغراض بجانب إستخدامها في تطوير التطبيقات التجارية. ثم حصل على الدكتوراه في علوم الحاسب عام 2025. 

## أعمال بارزة

### تقنية البرمجة بدون كود
في عام 2005 بدأ فايد العمل على لغة برمجة مرئية جديدة تسمى تقنية البرمجة بدون كود (بالإنجليزية: Programming Without Coding Technology) وتختصر PWCT ووزعها كمشروع مجاني مفتوح المصدر في عام 2008.

### لغة البرمجة سوبرنوفا
في عام 2009، بدأ فايد العمل على لغة برمجة جديدة تسمى السوبرنوفا (بالإنجليزية: Supernova) ووزعها مشروعًا مجانيًا مفتوح المصدر في عام 2010. تدعم اللغة كتابة كود المصدر بالكلمات الرئيسية التي تستخدم اللغة العربية أو الإنجليزية في نفس الوقت وهي لغة خاصة بتطوير تطبيقات واجهة المستخدم الرسومية GUI باستخدام الكود الطبيعي. تم تطوير لغة البرمجة سوبرنوفا باستخدام تقنية البرمجة بدون كود.

### مجلة اللغات المرئية والحوسبة JVLC
في عام 2013، عمل فايد مع باحثين آخرين كمراجع لمجلة اللغات المرئية والحوسبة.
 تم نشر المجلة بواسطة Elsevier .

### خوارزمية تحديد النقاط الحرجة في الشبكة
في 2013-2014 عمل فايد مع باحثين آخرين على تصميم خوارزمية تحديد النقاط الحرجة في الشبكة (LASCNN). في نظرية المخططات أو نظرية البيان فإن LASCNN هي خوارزمية لتحديد النقاط أو العقد الحرجة (بالإنجليزية: Critical Nodes) وغير الحرجة. تقوم خوارزمية LASCNN بإنشاء قائمة جوار k-hop وقائمة لمعلومات الاتصال Connections List بين النقاط المختلفة استنادًا إلى معلومات k-hop. إذا ظل الجيران متصلين بعد إزالة العقدة، فإن العقدة ليست حرجة

### لغة البرمجة رينج
في عام 2013 بدأ فايد العمل على لغة برمجة جديدة تسمى رينج (Ring programming language) بمعنى الخاتم ووزعها كمشروع مجاني مفتوح المصدر في عام 2016. تهدف الرينج إلى تقديم لغة تركز على مساعدة المطور في بناء واجهات طبيعية وDSLs تعريفية
يتأثر Ring بالعديد من لغات البرمجة بما في ذلك Lua وPython وC وRuby
تتضمن لغة البرمجة رينج المكتبات libcurl وAllegro وLibSDL وOpenGL وQt ضمن مكتبات اللغة الاساسية.

### تعلم الالة
في الفترة 2022-2023، عمل فايد مع باحثين آخرين على تطوير نماذج وحلول مختلفة للتعلم الآلي. يستخدم أحد هذه النماذج معالجة اللغة الطبيعية للتنبؤ بعدد الاستشهادات في الأبحاث في مجال طب الأذن باستخدام عنوان البحث وملخصه وأسماء المؤلفين. تشير النتائج إلى أن استخدام الشبكات العصبية يُقدم أفضل النتائج مقارنةً بخوارزميات أخرى مثل الانحدار الخطي والغابات العشوائية. يؤثر ملخص البحث بشكل أكبر على عدد الاستشهادات مقارنةً بعنوان البحث أو أسماء المؤلفين.
كما طوروا نموذجًا للتنبؤ بممانعات الأقطاب الكهربائية بعد جراحة زراعة القوقعة. طُوّرت هذه النماذج باستخدام لغة البرمجة رينج وMicrosoft Azure Machine Learning.

### الجيل الثاني من تقنية البرمجة بدون كود
في عام 2023، أصدر فايد مشروع PWCT2 على موقع Steam وقام بتوزيعه لاحقًا كمنتج حر مفتوح المصدر في عام 2025.
المشروع عبارة عن لغة برمجة مرئية ذاتية الاستضافة تم تطويرها من خلال لغة البرمجة رينج Ring. 

## الأوراق البحثية المختارة
- فايد، العوهلي - رينج: لغة برمجة ديناميكية متعددة المنصات والإستخدامات وذات بناء داخلي صغير الحجم، طُوّرت باستخدام البرمجة المرئية، مجلة الإلكترونيات، 2024 [34]

- فايد، القريشي، العمري، أنور، الدرايسة - تقنية البرمجة بدون كود: لغة برمجة مرئية جديدة متعددة الأغراض لدعم تطوير التطبيقات المحيطة، مجلة أبحاث على الحوسبة المحيطة والتفاعل، 2020[35]

- عمران، النعيم، فايد، العمري - خوارزمية جديدة لتحديد النقاط أو العقد الحرجة / غير الحرجة في الشبكات، مجلة علوم الحاسب، 2013[36]

## روابط خارجية
- تقنية البرمجة بدون كود
- لغة البرمجة رينج
- لغة البرمجة سوبرنوفا
- صفحة فايد في جامعة الملك سعود